# Liste bedeutender Psychotherapeuten
Diese Liste bedeutender Psychotherapeuten führt Personen auf, die entweder einen in der Wissenschaft anerkannten Beitrag zur Psychotherapie oder Psychoanalyse geleistet oder mit ihren Therapieansätzen auf dem Psychomarkt herausragenden kommerziellen Erfolg haben. Vorwiegend als – nicht therapeutisch tätige – Psychologen bekannte Personen sind in der Liste bedeutender Psychologen aufgeführt.

## Psychoanalytiker
- Hilda Abraham
- Karl Abraham
- Alfred Adler
- August Aichhorn
- Lou Andreas-Salomé
- Didier Anzieu
- Hermann Argelander
- Roberto Assagioli
- Piera Aulagnier
- Michael Balint
- Thea Bauriedl
- Gaetano Benedetti
- Jessica Benjamin
- Siegfried Bernfeld
- Bruno Bettelheim
- Wilfred Bion
- Marie Bonaparte
- John Bowlby
- Michael B. Buchholz
- Dorothy Burlingham
- Janine Chasseguet-Smirgel
- Manfred Cierpka
- Ruth Cohn
- Johannes Cremerius
- Johanna J. Danis
- Helene Deutsch
- Georges Devereux
- Françoise Dolto
- Leonid Drosnés
- Anne Dufourmantelle
- Rudolf Ekstein
- Henri F. Ellenberger
- Mario Erdheim
- Erik H. Erikson
- Shmuel Erlich
- Ricardo Horacio Etchegoyen
- William R. D. Fairbairn
- Ernst Federn
- Paul Federn
- Otto Fenichel
- Sándor Ferenczi
- Peter Fonagy
- Erika Freeman
- Anna Freud
- Sigmund Freud
- W. Ernest Freud
- Erich Fromm
- Frieda Fromm-Reichmann
- Peter Fürstenau
- André Green
- Georg Groddeck
- Otto Gross
- Arno Gruen
- Béla Grunberger
- Heinz Hartmann
- Paula Heimann
- Rudolf Heinz
- Walter Hollitscher
- Karen Horney
- Peer Hultberg
- Otto Isakower
- Edith Jacobson
- Ludwig Jekels
- Iwan Dmitrijewitsch Jermakow
- Robert Jokl
- Ernest Jones
- Peter Joraschky
- Carl Gustav Jung
- Horst Kächele
- Max Kahane
- Sudhir Kakar
- Verena Kast
- Hans Keilson
- Salomea Kempner
- Otto F. Kernberg
- Judith Kestenberg
- Melanie Klein
- Adelheid Koch
- Heinz Kohut
- Karl König
- Jürgen Körner
- Ernst Kris
- Julia Kristeva
- Yrjö Kulovesi
- Fritz Künkel
- Jacques Lacan
- Karl Landauer
- Robert Langs
- Jean Laplanche
- Falk Leichsenring
- Harald Leupold-Löwenthal
- Marianne Leuzinger-Bohleber
- Erwin Levy
- Max Levy-Suhl
- Joseph D. Lichtenberg
- Vera Ligeti
- Wolfgang Loch
- Alfred Lorenzer
- Zvi Lothane
- Alexander Lowen
- Christiane Ludwig-Körner
- Hans-Joachim Maaz
- Margaret Mahler
- René Major
- Maud Mannoni
- Joyce McDougall
- Jutta Menschik-Bendele
- Stavros Mentzos
- Wolfgang Mertens
- Alice Miller
- Jacques-Alain Miller
- Juliet Mitchell
- Alexander Mitscherlich
- Margarete Mitscherlich
- Fritz Morgenthaler
- Carl Müller-Braunschweig
- Cesare Musatti
- Bernd Nitzschke
- Hermann Nunberg
- Christiane Olivier
- Nikolai Jewgrafowitsch Ossipow
- Paul Parin
- Goldy Parin-Matthèy
- Horst Petri
- Walter Pieringer
- Jean-Bertrand Pontalis
- Sándor Radó
- Ola Raknes
- Otto Rank
- Josef Rattner
- Udo Rauchfleisch
- Luise Reddemann
- Fritz Redl
- Annie Reich
- Wilhelm Reich
- Johannes Reichmayr
- Theodor Reik
- Rudolf Reitler
- Alice Ricciardi-von Platen
- Horst-Eberhard Richter
- Erwin Ringel
- Joan Riviere
- James Robertson
- Christa Rohde-Dachser
- Géza Róheim
- Herbert Rosenfeld
- Tatjana Konradowna Rosenthal
- Lili Roubiczek-Peller
- Élisabeth Roudinesco
- Anne-Marie Sandler
- Joseph Sandler
- Wolfgang Schmidbauer
- Wera Fjodorowna Schmidt
- Marguerite Sechehaye
- Hanna Segal
- Mark Solms
- Manès Sperber
- Sabina Spielrein
- René A. Spitz
- Editha Sterba
- Richard Sterba
- Daniel Stern
- Helm Stierlin
- Bernhard Strauß
- Carlo Strenger
- Harry Stack Sullivan
- Emmy Sylvester
- Edith Székely
- Mary Target
- Helmut Thomä
- Clara Thompson
- Anneliese Ude-Pestel
- Vamık Volkan
- Robert Wälder
- Daniel Widlöcher
- Heinz Wiegmann
- Donald Winnicott
- Hans-Jürgen Wirth
- Ernest S. Wolf
- Jeanne Wolff-Bernstein
- Alexandra von Wolff-Stomersee
- Mosche Wulff
- Léon Wurmser

## Gruppenanalytiker
→ siehe Gruppenanalyse
- Mohammad E. Ardjomandi
- Michael Balint
- Raymond Battegay
- Tobias Brocher
- Wilfred Bion
- Trigant Burrow
- Rainer Danzinger
- Patrick DeMare
- S. H. Foulkes
- Robi Friedman
- Rolf Haubl
- Michael Hayne
- Liesel Hearst
- Franz Heigl
- Annelise Heigl-Evers
- Earl Hopper
- Werner Knauss
- Cornelia Krause-Girth
- Marie Langer
- Felix de Mendelssohn
- Jutta Menschik-Bendele
- Thomas Mies
- Adele Mittwoch
- Michael Lukas Moeller
- Morris Nitsun
- Dieter Nitzgen
- Dieter Ohlmeier
- Enrique Pichón-Rivière
- Malcolm Pines
- Joseph H. Pratt
- Alfred Pritz
- Josef Rattner
- Mikhail Reshetnikov
- Alice Ricciardi
- Elisabeth Rohr
- Paul Schilder
- Raoul Schindler
- Walter Schindler
- Regine Scholz
- Ilse Seglow
- Margarethe Seidl
- Josef Shaked
- Samuel Slavson
- Theresa von Sommeruga
- Volker Tschuschke
- Ambros Uchtenhagen
- Ursula Volz
- Gerhard Wilke
- Irvin D. Yalom

## Verhaltenstherapeuten und -forscher
→ siehe Verhaltenstherapie
- Albert Bandura
- Aaron T. Beck
- Joseph Cautela
- Albert Ellis
- Hans Jürgen Eysenck
- Peter Fiedler
- Peter Gottwald[1]
- Klaus Grawe
- Giselher Guttmann
- Steven C. Hayes
- Eva Jaeggi
- Jon Kabat-Zinn
- Frederick Kanfer
- Arnold A. Lazarus
- Marsha M. Linehan
- Donald Meichenbaum
- Raymond W. Novaco
- Iwan Pawlow
- Julian B. Rotter
- George A. Saslow
- Burrhus Frederic Skinner
- Insa Sparrer
- John B. Watson
- Joseph Wolpe
- Jeffrey E. Young

## Familientherapeuten und Systemische Therapeuten
→ siehe Familientherapie und Systemische Therapie
- Nathan Ackerman
- Harlene Anderson
- Tom Andersen
- Gregory Bateson
- Insoo Kim Berg
- Arthur Bodin
- Luigi Boscolo
- Iván Böszörményi-Nagy
- Murray Bowen
- Gianfranco Cecchin
- Paul F. Dell
- Steve de Shazer
- David Epston
- Jutta Fiegl
- Richard Fisch
- William F. Fry
- Ben Furman
- Hans-Werner Gessmann
- Harold A. Goolishian
- Jay Haley
- Mara Selvini Palazzoli
- Arist von Schlippe
- Gunther Schmidt
- Thea Schönfelder
- Richard C. Schwartz
- Fritz B. Simon
- Insa Sparrer
- Helm Stierlin
- Matthias Varga von Kibéd
- Paul Watzlawick
- John Weakland
- Gunthard Weber
- Carl Whitaker
- Michael White
- Jürg Willi

## Psychodramatiker
→ siehe Psychodrama
- Anne Ancelin Schützenberger
- Didier Anzieu
- Augusto Boal
- Jorge Burmeister
- Hans-Werner Gessmann
- Martin Haskell
- Roberto de Inocencio
- Marcia Karp
- Edmund Kösel
- Grete Leutz
- Manuela Maciel
- Jakob Levy Moreno
- Zerka T. Moreno
- Hilarion Petzold
- S.J.F. Philpott
- Gertrude Schattner
- Adaline Starr
- Mónica Zuretti

## Körperpsychotherapeuten
→ siehe Körperpsychotherapie
- Frederick Matthias Alexander (Alexander-Technik)
- Gerda Alexander (Eutonie)
- David Boadella (Biosynthese)
- Gerda Boyesen (Biodynamische Psychologie)
- Moshe Feldenkrais (Feldenkrais-Methode)
- Herbert Grassmann (Strukturelle Körpertherapie)
- Ron Kurtz (Hakomi)
- Alexander Lowen (Bioenergetische Analyse)
- Yvonne Maurer (Körperzentrierte Psychotherapie IKP)
- Albert Pesso (Psychotherapie nach Albert Pesso)
- John C. Pierrakos (Core Energetic Therapy)
- Wilhelm Reich (Vegetotherapie)
- Jack Lee Rosenberg (Integrative Körperpsychotherapie)
- Will Schutz (Encounter Gruppen)

## Weitere Therapeuten unterschiedlicher Schulen
→ siehe Liste von Psychotherapie- und Selbsterfahrungsmethoden
- Paul Goodman, Fritz Perls, Laura Perls Hans-Jürgen Walter – Gestalttherapie
- Milton Erickson, Stephen Gilligan, Jay Haley, Ernest Rossi, Jeffrey Zeig – Hypnotherapie
- Carl Rogers, Peter F. Schmid – Personzentrierte Therapie
- Eric Berne, Fanita English, Thomas A. Harris – Transaktionsanalyse
- Viktor Frankl, Alfried Längle – Logotherapie und Existenzanalyse
- Jürgen Kriz – Humanistische und Systemische Psychotherapie
- Eugene T. Gendlin – Focusing
- Johannes Heinrich Schultz – Autogenes Training
- Roberto Assagioli – Psychosynthese
- Richard Bandler, John Grinder – Neurolinguistische Programmierung (NLP)
- Jon Kabat-Zinn – Achtsamkeitsbasierte Stressreduktion (MBSR)
- Nossrat Peseschkian – Positive und Interkulturelle Psychotherapie
- Raoul Schindler – Gruppendynamik
- O. Carl Simonton – Simonton-Methode
- Francine Shapiro – Eye Movement Desensitization and Reprocessing (EMDR)
- Gottfried Fischer – Mehrdimensionale Psychodynamische Traumatherapie (MPTT)
- Luise Reddemann – Psychodynamisch Imaginative Traumatherapie (PITT)
- Franz Ruppert – Identitätsorientierte Psychotraumatherapie (IoPT)
- John Watkins, Helen Watkins – Ego-State-Therapie
- Maggie Schauer, Thomas Elbert, Michael White, David Epston, Andreas Maercker – Narrative Therapieverfahren
- Steve de Shazer, Insoo Kim Berg – Lösungsfokussierte Therapie
- Frank Farrelly – Provokative Therapie
- Rainer Sachse – Klärungsorientierte Psychotherapie
- Habib Davanloo – Intensive Psychodynamische Kurzzeittherapie
- Hanscarl Leuner – Katathym-Imaginative Psychotherapie
- John F. Clarkin, Frank E. Yeomans, Otto F. Kernberg – Transference-Focused-Psychotherapy

- Friedrich Liebling Individualpsychologie, Zürcher Schule für Psychotherapie

## Schulenunabhängige oder -übergreifende Therapeuten
- Rudolf Allers
- Karl Birnbaum
- Wladimir Eliasberg
- Victor-Emil von Gebsattel
- Ernst Kretschmer
- Arthur Kronfeld
- Johannes Heinrich Schultz
- Oswald Schwarz
- Viktor von Weizsäcker